# Редуктор тиску води
Редуктор тиску води – прилад, що стабілізує, а також зменшує тиск у водопровідній мережі, захищаючи тим самим від високого тиску трубопровід і підключене до нього побутове обладнання. Редуктор тиску є компактним пристроєм у герметичному металевому корпусі, що має два різьбових отвори на вході та виході. Є моделі з вбудованим манометром.

## Принцип роботи
Принцип дії ґрунтується на створенні керованого опору потоку води для підтримки стабільного напору. Механізм (зазвичай представлений клапаном або мембраною) автоматично реагує на підвищений тиск, відкриваючись, і надмірна частина потоку води контрольовано прямує через редуктор назад в систему водопостачання.

## Види редукторів тиску води
Редуктори тиску води бувають двох основних типів: поршневі та мембранні. Вибір між ними залежить від умов експлуатації.
Поршневий редуктор: використовує механізм пружин, поршня та вентиля для регулювання тиску. Відрізняється доступною вартістю та компактними розмірами, але є чутливим до якості води, що вимагає встановлення фільтра очищення.
Мембранний редуктор: в основі регулюючого механізму є мембрана, без рухливих деталей в конструкції, що забезпечує більш тривалий термін служби. Мембранні редуктори здатні працювати з вищим тиском (до 25 бар) і менш вимогливі до якості води. Вартість мембранних редукторів зазвичай вища.